# شهرستان قصر شیرین
شهرستان قصرشیرین (به کُردی: قه‌سر شیرین) از شهرستان‌های استان کرمانشاه و از مناطق آزاد تجاری در غرب ایران است. مرکز این شهرستان شهر قصرشیرین است و سومار دیگر شهر آن است. شهرستان قصرشیرین از شمال و غرب به کشور عراق از جنوب به استان ایلام از شرق به شهرستان‌های سرپل ذهاب و گیلانغرب محدود می‌شود. شهرستان قصرشیرین بر سر راه اصلی تهران-بغداد قرار دارد و از قدیم آباد بوده است. مردم قصرشیرین کُرد هستند.

## تقسیمات کشوری
در تقسیمات کشوری جدید ایران که در سال ۱۳۱۶ شکل گرفت، قصر شیرین یکی از بخش‌های شهرستان شاه‌آباد بود. در ۳۱ شهریور ۱۳۲۴ با تصویب هیئت وزیران، قصر شیرین به شهرستان تبدیل شد. مرکز بخش ارگوازی به سومار منتقل و دهستان بولی هم ضمیمه آن شد و یکی از بخش‌های قصر شیرین شد. سرپل ذهاب نیز یکی دیگر از بخش‌های این شهرستان جدیدالتأسیس شد. شهرستان قصر شیرین در سال ۱۳۹۵ جمعیتی بالغ بر ۲۳٬۹۲۹ نفر جمعیت داشته است.
- بخش مرکزی شهرستان قصر شیرین
  - دهستان الوند
  - دهستان نصرآباد
  - دهستان فتح‌آباد

شهرها: قصر شیرین
- بخش سومار
  - دهستان سومار

شهرها: سومار

## اقتصاد

### کشاورزی و باغداری
در استان کرمانشاه همچنین مرکبات نیز تولید می‌شود. عمدهٔ محصول مرکبات کرمانشاه مربوط به شهرستان قصر شیرین است که در آن پرتقال، لیموترش، نارنگی و گریپ فروت کشت می‌شود و لیمو شیرین تولیدی آن از مرغوبیت بالایی برخوردار است. در سال زراعی ۱۴۰۰ در شهرستان قصر شیرین حدود ۸۰۰ هکتار باغ مرکبات وجود داشته که ۵۰۰ هکتار آن در مرحله باروری و مابقی به صورت نهال بوده و هنوز به مرحله باروری نرسیده است. فصل برداشت مرکبات در قصر شیرین هرساله از اوایل آبان آغاز شده و تا اواخر آذر ماه ادامه پیدا می‌کند.

### تجارت مرزی
شهرستان قصرشیرین با داشتن ۱۸۶ کیلومتر مرز مشترک با عراق دارای دو مرز رسمی پرویزخان و خسروی می‌باشد که مرز رسمی پرویزخان با اقلیم کردستان عراق و مرز خسروی با دولت مرکزی عراق هم‌مرز است.

### منطقه آزاد تجاری قصرشیرین
قصر شیرین درتاریخ ۱۴۰۰/۲/۱۵ رسماً از سمت محسن رضایی دبیرمجمع تشخیص مصلحت نظام به عنوان منطقه آزاد معرفی گردید. منطقه آزاد قصرشیرین با بیش از ۲۷ هزار تن جمعیت در غرب کرمانشاه، با عراق ۱۸۶ کیلومتر مرز دارد که در امتداد این مرز، ۲ معبر رسمی پرویزخان و خسروی قرار دارد که مبادلات اقتصادی، تجاری و صادرات کالا به اقلیم کردستان و حکومت مرکزی عراق از این ۲ مرز انجام می‌شود. مرز خسروی در ۲۰ کیلومتری قصرشیرین دارای بزرگ‌ترین پایانه زمینی بین‌المللی خاورمیانه است. مرز رسمی پرویزخان در شهرستان قصرشیرین به صورت رسمی در سال ۸۶ تأسیس و راه اندازی شد که هم‌مرز با اقلیم کردستان عراق و در همسایگی استان سلیمانیه قرار دارد. هم‌اکنون عمده کالاهای صادراتی از مرز رسمی پرویزخان قصرشیرین با مناطق کردنشین عراق به ویژه شهرهای کلار (عراق)، سلیمانیه، موصل، خانقین و کرکوک در بخش مرکزی این کشور انجام می‌شود.

## فرهنگ

### کتابخانه‌ها
در شهرستان قصر شیرین ۴ کتابخانهٔ عمومی وجود دارد، که از این میان ۱ کتابخانه در شهر قصر شیرین و ۲ کتابخانه در روستاهای شهرستان قرار دارند و یک کتابخانهٔ سیار نیز در روستاها فعالیت دارد. سرانهٔ مطالعه در شهرستان قصرشیرین روزانه ۱۵ دقیقه است که با سرانهٔ کشوری برابر است.
- کتابخانهٔ عمومی دهخدا (تأسیس ۱۳۵۲)، واقع در شهر قصر شیرین، بلوار راه کربلا، جنب پارک شاهد، شامل بخش‌های امانت، مرجع، نشریات و کودکان.[۶]
- کتابخانهٔ عمومی علامه حلی (تأسیس ۱۳۷۳)، واقع در روستای خسروی.
- کتابخانهٔ عمومی آزادی (تأسیس ۱۳۸۰)، واقع در روستای کرکهرک، شامل بخش‌های امانت، مرجع، نشریات و کودکان.[۵]
- کتابخانهٔ سیار روستایی شهدای بازی‌دراز (تأسیس ۱۳۸۹)، دارای نزدیک به ۲۰۰۰ جلد کتاب.[۷]

## آثار تاریخی
مشهورترین آثار باستانی شهرستان قصر شیرین چهارقاپی و کاخ خسرو هستند که در شهر قصر شیرین واقع شده‌اند. یکی دیگر از بناهای تاریخی آن کاروانسرای عباسی است که پس از ترمیم و بازسازی، به موزهٔ مردم‌شناسی قصر شیرین تبدیل شده است. قلعه جوامیر و بان‌قلعه آثار تاریخی دیگر این شهرشتان هستند. همچنین تپۀ سرسبز تفریحی در این شهرستان با نام فلاحت وجود دارد.

## وضعیت مسکن

### بازسازی روستاها
شهرستان قصرشیرین با ۵۶ روستا، ۱۸۶ کیلومتر مرز مشترک با عراق دارد و ۳۶ روستای آن خالی از سکنه است. این روستاها پیش از جنگ با عراق بیش از ۹ هزار نفر جمعیت داشتند.
پس از ۴۳ سال، ۷۲ قطعه زمین در روستای خالی از سکنه «برار عزیز» از توابع شهرستان قصرشیرین آماده واگذاری به مالکان برای بازسازی و سکونت مجدد شده است. ۵۰ قطعه به صورت بلاعوض به افرادی که کد بازسازی دارند واگذار می‌شود و ۲۲ قطعه دیگر نیز به ورثه مالکان فوت‌شده تعلق می‌گیرد. اقداماتی مانند جانمایی زمین‌ها، تسطیح، طرح هادی و ایجاد زیرساخت‌های لازم برای بازسازی انجام شده است.
طرح هادی روستا در سال ۱۳۹۷ تهیه شده و برای هر واحد مسکونی ۳۴۵ مترمربع مساحت در نظر گرفته شده است. بازسازی روستاهای نوار مرزی قصرشیرین فرآیندی طولانی بود و پس از سال‌ها گذشت از زمان جنگ، امکان بازگشت اهالی به این روستا فراهم شده است. پیش از این، وجود میادین مین و حضور نیروهای مسلح، مانع بازسازی روستاهای مرزی بود.